# آن مورگن گیلبر
آن مورگن گیلبر (انگلیسی: Ann Morgan Guilbert؛ زادهٔ ۱۶ اکتبر ۱۹۲۸ درگذشتهٔ ۱۴ ژوئیه ۲۰۱۶) یک هنرپیشه اهل ایالات متحده آمریکا بود. وی از سال ۱۹۶۱ میلادی تا پایان زندگی مشغول فعالیت بود.